# Дужијанца
Дужијанца је жетвена свечаност Буњеваца, којим се обележева завршетак жетве, а у религиозном смислу, она представља израз захвале Богу за добијени род. Дужијанца је манифестација која се прославља у Суботици у јулу и августу. Централни део манифестације је свечана поворка, у којој учесници дефилују у традиционалној ношњи, демонстрирајући обичаје у вези са жетвом. У свечаности заједно са припадницима њима учествују и Суботичани, али и гости из суседних земаља других националности, симболишући на тај начин мултиетнички каракетар овог града.

## Историја
Дужијанца представља завршетак жетве, која се у Суботици слави више од 100 година. Она је израз вере и културе, представља спој молитве и захвале, обичаја и културних вредности. Она има свој изворни облик који означава завршетак срећно обављеног посла, риса на њиви, где је бандаш главни носилац посла у жетви који се завршава у весељу. Кад је косидба била готова и рис завршен, млађа, спретнија рисаруша би на њиви исплела венац од жита бандашу који му је стављен на шешир. Након завршеног посла на њиви, сви рисари на челу са бандашом дошли би на салаш где би их газда и газдарица дочекали. Бандаш би скинуо венац са шешира који симболизује круну завршеног посла и дао га домаћину. Овалав обићај захвалности на плодовима земље, а нарочито на роду пшенице, обликован је у свечану, достојанствену приредбу која зрачи лепотом, богатством, радошћу, љубављу и дубоком религиозношћу. Када је 1993. године Дужијанци дат сасвим нови облик и јединствен садржај, на нивоу града, спајањем тзв. градске и тзв. црквене Дужијанце, она постаје духовно-религиозна и културно-стваралачка манифестација.У склопу Дужијанце 2008. први пут је одржана Дужијанца деце.

## Програм
Програм Дужијанци обухвата и такмичење цртања, тамбурашку вечер, изложбу слика сламе, радове колоније Таванкут сламе, вожње кочијама итд. Централна церемонија је свечано еухаристијско славље у Суботици. Централни ликови ове церемоније су бандаши и бандашице. У програму Дужијанци учествују Стари Жедник, Лемеш, Бајмок, Доњи Таванкут, Берег, Мала Босна, Ђурђин, Миргеш, Чонопље и сама Суботица.

## Награда
Ова свечаност, која је постала институцијом, је добила и награде Pro urbe 2001. године и Антушову награду.